# Jacobis Formel
Jacobis Formel von Carl Gustav Jacob Jacobi drückt in der Analysis die Ableitungsfunktion der Determinante einer von einer Variablen t abhängenden Matrix A(t) durch die Adjunkte von A und der Ableitung von A nach t aus.
Wenn die n×n-Matrix A(t)∈ℝn×n eine differenzierbare Funktion eines Parameters t∈ℝ ist, dann besagt der Satz:
∂t det(A)=Sp(adj(A)·∂t A)
Darin bezeichnet ∂t die Ableitung nach t. Mit dem Frobenius-Skalarprodukt „⟨,⟩“ von Matrizen, ⟨A,B⟩:=Sp(A⊤B), kann das mit der Kofaktormatrix cof(A)=adj(A)⊤ als
∂t det(A)=⟨cof(A), ∂t A⟩
notiert werden. Wenn A invertierbar ist, schreibt sich das
∂t det(A)=det(A) ⟨A⊤−1, ∂t A⟩

## Herleitung
Das charakteristische Polynom einer n×n-Matrix M lautet
{\displaystyle {\mathsf {det(\lambda E-M)=\sum _{k=0}^{n}c_{k}\lambda ^{k}}}}
wobei E die Einheitsmatrix, cn=1 und cn−1=−Sp(M) ist. Mit dem Determinantenproduktsatz zeigt sich bei det(A)≠0, sodass A−1 existiert, und λ=η−1:
{\displaystyle {\begin{aligned}{\mathsf {det(A+\eta \,H)}}&={\mathsf {det{\Big (}\eta \,A{\big (}\eta ^{-1}E+A^{-1}H{\big )}{\Big )}}}={\mathsf {\eta ^{n}\,det(A)\,det{\big (}\eta ^{-1}E+A^{-1}H{\big )}}}\\&={\mathsf {\eta ^{n}det(A){\big (}\eta ^{-n}+\eta ^{1-n}\,\mathrm {Sp} (A^{-1}H)+{\mathcal {O}}(\eta ^{2-n}){\big )}}}\\&={\mathsf {det(A)\left(1+\eta \,\mathrm {Sp} (A^{-1}H)+{\mathcal {O}}(\eta ^{2})\right)}}.\end{aligned}}}
worin das Landau-Symbol 𝓞(η2) Terme zusammenfasst, die η in mindestens zweiter Ordnung enthalten und die im folgenden Grenzwert nichts beitragen.  
So berechnet sich die Richtungsableitung
{\displaystyle {\mathsf {D_{H}det(A):=\lim _{\eta \to 0}{\frac {det(A+\eta \,H)-det(A)}{\eta }}=det(A)\,\mathrm {Sp} (A^{-1}H)}}}
und nach der Kettenregel die Ableitung
∂t det(A) = det(A) Sp(A−1 ∂t A) = Sp(adj(A) ∂t A) = ⟨cof(A), ∂t A⟩
Die Menge der invertierbaren Matrizen ∈ℝn×n sind eine dichte Teilmenge des Matrizenraums ℝn×n, weswegen die Formel für alle quadratischen Matrizen gilt.

## Eulersche Formel
Die Determinante des Deformationsgradienten F gibt das Verhältnis eines (infinitesimal kleinen) Volumens eines Körpers im Ausgangszustand dV und in seinem aktuellen deformierten Zustand dv:
det(F)=dv/dV>0
Die Zeitableitung hiervon ist nach Jacobis Formel
| ∂t det(F) | =⟨cof(F), ∂t F⟩                         |
|           | =det(F)⟨F⊤−1, ∂t F⟩                     |
|           | =det(F) Sp(F−1 · ∂t F)                  |
|           | =det(F) Sp(∂t F · F−1)                  |
|           | =det(F) Sp(l)                           |
|           | =det(F) div({\displaystyle {\vec {v}}}) |
Darin l=∂t F · F−1 der Geschwindigkeitsgradient, dessen Spur die Divergenz div der Strömungsgeschwindigkeit {\displaystyle {\vec {v}}} ist. Diese Divergenz gibt die Quellendichte in der Strömung an, die demnach genau dann verschwindet, wenn die Determinante des Deformationsgradienten zeitlich konstant ist. Dieses Ergebnis ist als eulersche Formel bekannt.